# Szlak kadzidlany

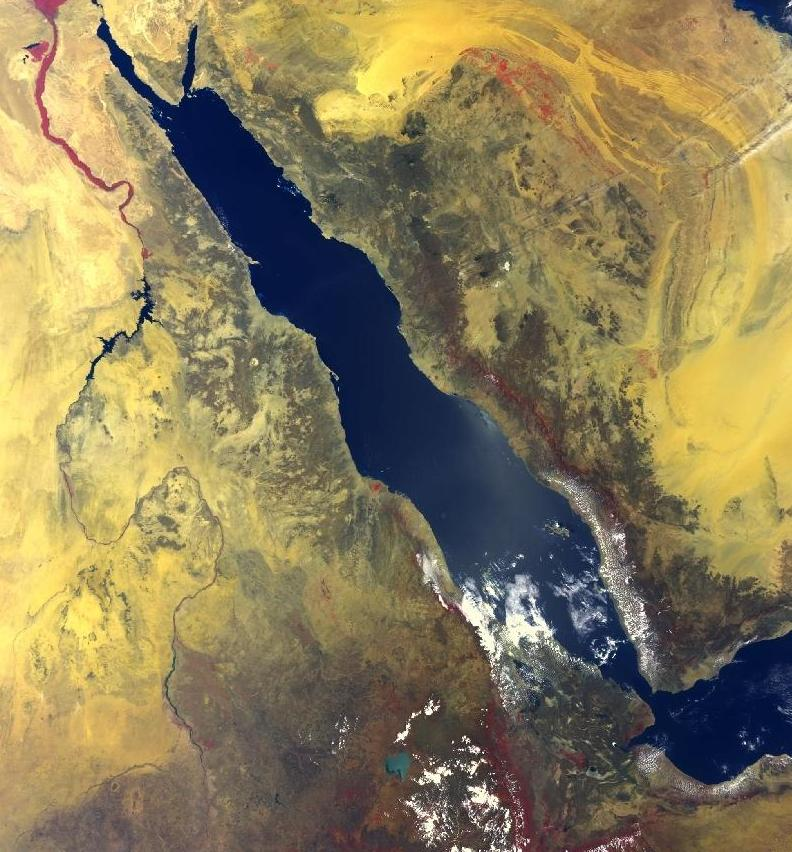
Zdjęcie satelitarne Morza Czerwonego; wzdłuż jego wybrzeża przebiegał szlak kadzidlany

Szlak kadzidlany – starożytna sieć szlaków handlowych, która prowadziła z południa Półwyspu Arabskiego ku wybrzeżom Morza Śródziemnego. Szlakami tymi transportowano wonności produkowane z żywicy kadzidłowców.

## Trasa
Szlak prowadził z okolic dzisiejszego Omanu, wzdłuż brzegów Morza Arabskiego i Morza Czerwonego, do Petry, stolicy państwa Nabatejczyków (w dzisiejszej Jordanii). Dalej szlak rozgałęział się w dwie strony: jedna droga prowadziła na północ, do Damaszku, druga zaś wiodła przez pustynię Negew ku śródziemnomorskim portom, zwłaszcza temu w Gazie. Stamtąd towary transportowano drogą morską do Europy i Afryki Północnej.

## Historia
Egipt okresu faraonów prowadził handel z krainą Puntu i „Arabia Felix”, czyli ludami zamieszkującymi obszar współczesnego Omanu i Jemenu. Początkowo handel odbywał się drogą morską, jednak po udomowieniu wielbłąda w połowie II tysiąclecia p.n.e. stopniowo zaczęła powstawać sieć naziemnych szlaków handlowych. Szlak kadzidlany funkcjonował i rozwijał się przez całe I tysiąclecie p.n.e., szczyt swojej popularności osiągając w III wieku p.n.e. Towarami, na które był największy popyt, były mirra i kadzidło, od których szlak wziął swą nazwę. W świecie hellenistycznym i w starożytnym Rzymie wonności uważane były za towar luksusowy. Kadzidło służyło celom kultowym – także wśród chrześcijan. Szlakiem kadzidlanym transportowano też przyprawy i asfalt (znad Morza Martwego).

## Współcześnie
Izraelski fragment szlaku kadzidlanego wraz z czterema miastami na pustyni Negew – Sobota, Oboda, Elusa i Mampsis – został w 2005 wpisany przez UNESCO na listę światowego dziedzictwa kulturowego i przyrodniczego ludzkości.